# De bedrieglijke magiër
De bedrieglijke magiër is een hoorspel van Yossef Bar-Yossef. Het werd vertaald door Paul Deen en de NCRV zond het uit op vrijdag 4 december 1970 (met een herhaling op vrijdag 1 oktober 1971). De regisseur was Ab van Eyk. Het hoorspel duurde 49 minuten.

## Rolbezetting
- Paul Deen (Zaka)
- Joke Hagelen (Naomi)
- Hein Boele (Jakob, haar broer)
- Willy Brill (Mirjam, haar moeder)
- Jules Croiset (Mosjeh, een soldaat)
- Huib Orizand (de rechter)
- Frans Somers (de verteller)
- Hans Karsenbarg (employé op de luchthaven)
- Hetty Berger, Tine Medema & Nel Snel (vrouwen)
- Jan Wegter (man)
- Tonny Foletta (dove)
- Tine Medema (Malka)

## Inhoud
De hoofdpersoon van dit spel, “de bedrieglijke magiër dus, is Zaka, een oude man die uit Marokko is geëmigreerd naar Israël. De aldaar vigerende wetsbepalingen tegen het onbevoegd uitoefenen van de geneeskunde maken het hem niet gemakkelijk om aan de kost te komen. Het wordt hem welhaast onmogelijk wanneer hij de achting, zo niet de liefde van een jong meisje probeert te verwerven. Waarom hem toch de strik niet om de hals valt, is de inhoud van de eenvoudige, aan de joodse folklore ontleende intrige.